# Dota 2
A DOTA 2 (Defense of the Ancients 2) egy MOBA, a Defense of the Ancients videójáték felújított, különálló verziója, melyet a Valve Corporation készített el a Source Engine felhasználásával. Kiadására kizárólag a Steam áruházában került sor (Windows alatt 2013. július 9-én, Linux, illetve Mac rendszerekre 2013. július 18-án). A játék ingyenesen játszható, a felhasználóknak azonban lehetőségük van további, kozmetikai tartalmak vásárlására, melyek a játék és a játszott hősök külsejét változtathatják meg. A vásárolható tartalmak túlnyomó része a Steam alkalmazáson keresztül cserélhető.
A játék naprakészen tartásához és az online funkciók eléréséhez internetkapcsolat szükséges, de lehetőség van helyi hálózatokon is játszani, illetve robotok ellen egyedül.

## Játékmenet

### Alapok
A játékosok két csapatra oszlanak, egyikük a Radiant, a másik a Dire oldalán harcol. Mindegyikőjük feladata a másik tornyainak ledöntése és az "ős" ("ancient") elpusztítása. A térképen semleges, természetlakó élőlények is megjelennek az erdőkben, melyek megtalálhatóak szerte az arénában. Minden csapat rendelkezik ún. "creepekkel", melyek bizonyos időközönként megjelennek, és segítik a hősök játékát.
A játék elején minden játékos az 1. szinten van, és bizonyos mennyiségű arannyal rendelkezik, melyekért később tárgyakat vásárolhat, hogy fejlessze önmagát, és aktív/passzív képességeket szerezzen általuk. A hősök a környékükön meghalt ellenségekért tapasztalatpontokat kapnak, amikkel egészen a 25. szintig fejlődhetnek a játék során. Minden szintlépés alkalmával feloldhatnak vagy fejleszthetnek egy képességet vagy növelhetik az attribútumaikat.

### Online elérhető játékmódok
- All Pick – Minden játékos az összes rendelkezésre álló hős közül választ.
- Single Draft – Minden játékos a neki kisorsolt 3 hős közül választhat.
- Random Draft – A csapattagok közül mindenkit véletlenszerűen sorsolnak ki, és az épp kisorsolt választhat az összes elérhető hős közül.
- All Random – Minden játékos egy teljesen véletlenszerűen választott hőst kap.
- Captains Mode – Minden csapatból egy játékos a kapitány, aki kiválasztja a hősöket a csapat többi tagja számára.
- Captains Draft – Minden csapatból egy játékos a kapitány, aki kiválasztja a hősöket a csapat többi tagja számára, Captains Mode-dal szemben itt csak 27 kisorsolt hős közül választhat, nem pedig az összes közül, a három fő képességenként 9 darabból.
- Least Played – Minden játékos azok közül a hősök közül választhat, melyekkel a legkevésbé játszott eddig.
- Limited Heroes – Minden játékos 20, könnyebb hős közül választhat. Ebben a játékmódban a kilépés nem büntetett, mert ebben ez esetben egy bot veszi át a szerepét.
- Ability Draft – Minden játékos egy véletlenszerűen kisorsolt hőst kap, mely 4 képességgel rendelkezik. Ezután több hős képessége kerül be a képernyő közepébe, ahonnan mindenki választhat magának (legfeljebb 4) képességet. A választás sorsolás alapján megy körbe a játékosok közt.

### Offline elérhető játékmódok
- Reverse Draft – A "Captains mode"-hoz hasonló, de a Radiant kapitánynak a Dire hősök közül kell választania, és fordítva.
- Mid Only – A creepek csak a középső vonalon jelennek meg, és a játékosok választhatnak ugyanolyan hősöket.

## Hősök és creepek

### A hősök szerepei
A DOTA 2 a csapatjátékra összpontosít, ezért rengeteg hős közül választhat a játékos, melyek mindegyike egyedi feladatokkal és tulajdonságokkal rendelkezik.
- Végjátékos (Carry) – A hős sok odafigyelést igényel. Igazán hatékonnyá csak a játék későbbi perceiben válik, ha jelentős előnyre tesz szert aranyban.
- Bénító (Disabler) – Van legalább egy olyan képessége, mely akadályozza a többi hőst a mozgásban vagy a képességhasználatban.
- Kezdeményező (Initiator) – Képességei és tulajdonságai lehetővé teszik, hogy kezdeményezzenek a csapatjátékban.
- Erdőző (Jungler) – A játék túlnyomó részét az erdőkben tölti, és váratlanul lép közbe a csatamezőn.
- Támogató (Support) – Képességeivel magát és társait előnyben és védelemben részesítheti.
- Szívós (Durable) – Sokáig bírja a csatamezőn, általában nagy mennyiségű életerő és védekező képesség jellemzi.
- Zúzó (Nuker) – Nagy pusztításokra specializált.
- Ostromló (Pusher) – Képes gyorsan elpusztítani az ellenséges tornyokat.
- Menekülő (Escape) – Gyorsan eltűnhet a nagy veszély elől. Rejtőzködő vagy gyorsító képessége van.

### A hősök attribútumai
Minden hős 3 fő attribútummal rendelkezik, melyek közül az egyik minden hős esetében nagyobb a többinél. Ez nagyban befolyásolhatja a hős szerepét a játékban.
- Erő (Strength)
- Ügyesség (Agility)
- Intelligencia (Intelligence)

Ezeken felül minden hős és a legtöbb lény az alábbiakkal rendelkezik:
- Életerő (health)
- Sebzés (damage)
- Mana (a varázslatok, képességek aktiválásához szükséges)
- Mozgási sebesség (movement speed)
- Támadási sebesség (attack speed)
- Mágia ellenállás (magic resistance) (védelmet nyújt a varázslatokkal szemben)
- Páncél (armor) (Védelmet nyújt a fizikai támadások ellen)
- Hatás ellenállás (status resistance) (csökkenti a negatív hatások időtartamát)
- Kitérés (Evasion) (a lények alapvetően 0% kitéréssel rendelkeznek, de képességekkel, tárgyakkal fejleszthető ez a tulajdonság)

### A futár (courier)
Az állat futár egy olyan lény, mely tárgyakat hoz és visz a csapatok bázisáról és boltokból a hősöknek. A játék elejétől fogva minden játékosnak saját futárja van. Eleinte lassú, kevés életereje van, és könnyű megölni, ezért vigyázni kell rá. Ha meghal percekig tart az újraéledése. 2 perc után automatikusan szárnyra kap, felgyorsul és kicsit több életereje lesz.

#### Képesség kölcsönhatások
Mivel a futár nem hagyományos creep, néhány varázslat eltérő módon befolyásolja. Varázsimmunis, és úgy hatnak rá a varázslatok, mint az ősi creepekre (ancient creeps). Ezeken felül futár egységtípussal rendelkezik, ami szintén megakadályoz bizonyos varázslatokat, hogy befolyásolják. (Legalább nem olyan könnyű így megölni.)
Ezek a varázslatok részben vagy teljesen hatnak a futárokra: Kattints ide a megtekintéshez!

### Roshan
Roshan egy olyan lény, amely rendkívül fontos szerepet tölthet be a játékban. Roshan a játék egész időtartama alatt a barlangjában van, a folyó közelében, a felső rúnánál. Csak a barlangjában lehet megtámadni, de a varázslatok bárhonnan megcélozhatják. Ő a legerősebb semleges creep a játékban. Rendkívül nehéz megölni a játék korai szakaszában, és egyes hősöknek még a játék későbbi szakaszaiban is komoly nehézséget okozhat az elpusztítása. Csapatban persze jóval könnyebb megölni. A megfelelő tárgyakkal fontolóra kell venni Roshan megölését, mivel sok aranyat ad, és halálakor eldobja a homlokában lévő ékkövet (Aegis of the Immortal), ami lehetővé teszi hordozójának a halál utáni feltámadást. Miután Roshant megölték, 8-11 perc múlva ismét életre kel a barlangjában. Ha másodszorra is megölik, az Immortal mellett egy Cheeset is ad, amely azonnal visszatölt 2500 HP-t és 1500 manát. Harmadik halálakor pedig még egy Refresher Shardot is ad, amely nullázza az összes tárgy-és képesség újratöltődési idejét.

### Képességei
Roshannak négy képessége van. A Spell Block lehetővé teszi számára, hogy minden tizenharmadik másodpercben passzívan kivédjen egy célzott varázslatot, valamint azt is, hogy 25%-kal rövidebb ideig tartsanak rajta a negatív hatások. Strength of the Immortal képessége varázsellenállást, az idő múlásával páncélbónuszt, és sebzéscsökkentést ad az illúziók elleni támadásokhoz. Slam képességét akkor használja, ha legalább 3 hős (vagy illúzió) támad rá. Ekkor a földre csap lassítva és sebezve támadóit. Végül a Bash lehetővé teszi számára, hogy támadásainak esélye legyen többletsebzést okozni, valamint rövid időre elkábítani az ellenfelet.

### Hős-Képesség kölcsönhatások
Roshanra a hősök varázslatai eltérően hathatnak, mivel amellett, hogy ősi creep, saját egységtípussal is rendelkezik. Immunis a kényszerített mozgásra.
A varázslat kölcsönhatásokat Lásd itt!

### Roshan gyilkos hősök
-Ursa: A leghatékonyabb hős Roshan ellen. A Fury Swipes kombinálva az Overpowerrel hihetetlenül nagy sebzést okozhat egyetlen célpontnak. Ursa a játék legkorábbi szakaszaiban is képes egyedül megölni Roshant.
-Phantom Assassin: Szintén jó Roshan ellen, bár nem tudja olyan hamar megölni, mint Ursa. A Stifling Dagger felhasználható a Spell Block megtörésére, a Phantom Strike magas támadási sebességet biztosít Roshan ellen, és az esetleges Coup de Grace kritikus csapások könyörtelenül leviszik Roshan életerejét. A Blur megvédi Phantom Assassint Roshan magas fizikai támadásai ellen.
-Windranger: Windranger is képes könnyen megölni Roshant, bár ehhez elengedhetetlen számára az Aghanim's Scepter. A Shackleshot megtörheti a Spell Blockot, míg a Focus Fire hatalmas támadási sebességet biztosít ellene. Fontos, hogy Windranger rendelkezzen Aghanim's Scepterrel, hogy növelje a Focus Fire hatékonyságát és csökkentse újratöltődési idejét. A Windrun teljes mértékben megvédi Windrangert Roshan fizikai támadásai ellen.
-Legion Commander: Nem a legerősebb hős Roshan ellen, de ha elég sok Duelt megnyert, fontolóra veheti, hogy nekiessen. A Moment of Courage nagy sebzést okoz és életlopást biztosít, a Press the Attack pedig magas támadásisebességbónuszt és életerőtöltődést nyújt, ami szintén nagyon hasznos Roshan ellen. A Duel maradandó többletsebzésének mértéke meghatározó egy Roshan elleni küzdelemben.

## Tárgyak
A tárgyak nagyon fontos részei a játéknak. Fejlesztik a hősök tulajdonságait, passzív képességeket biztosítanak a hősök számára, sőt egyes tárgyaknak még aktív alkotórésze is vannak. A tárgyakat a bázison elhelyezkedő boltban, az oldalsó boltokban és a titkos boltokban lehet megvásárolni. Sok tárgy összetett, ezért külön-külön, részletekben kell őket megvásárolni.

### Lotus Orb
A Lotus Orb egy olyan tárgy a Dota 2-ben, melyet főként a szívós és támogató hősök vásárolnak meg. Magas regenerációt nyújt a hősnek, valamint ellenállást a fizikai támadásokkal szemben. Aktív képessége az Echo Shell lehetővé teszi, hogy egy pajzsot hozzon létre egy szövetséges hősön (vagy magadon), mely a legtöbb célzott varázslatot viszontvarázsolja annak varázslójára. A legtöbb varázslat normálisan visszatükröződik, de van néhány egyedi kölcsönhatás is. 

## Fordítás
- Ez a szócikk részben vagy egészben  a   Dota 2 című angol Wikipédia-szócikk fordításán alapul.  Az eredeti cikk szerkesztőit annak laptörténete sorolja fel. Ez a jelzés csupán a megfogalmazás eredetét és a szerzői jogokat jelzi, nem szolgál a cikkben szereplő információk forrásmegjelöléseként.